# Jeremih
 (juin 2022).
Si vous disposez d'ouvrages ou d'articles de référence ou si vous connaissez des sites web de qualité traitant du thème abordé ici, merci de compléter l'article en donnant les références utiles à sa vérifiabilité et en les liant à la section « Notes et références ».
Jeremy Philip Felton, plus connu sous le nom de Jeremih né le 17 juillet 1987 à Chicago, est un chanteur de R'n'B américain.

## Biographie

### Enfance
Jeremy Felton est né à Chicago (Illinois). Issu d'une famille musicale, il a commencé à jouer divers instruments à l'âge de quatre ans, dont les percussions, le piano et le saxophone. Jeremih a étudié au lycée de Morgan Park, où il faisait partie de la fanfare aussi bien qu'un jazz-band. Il y a également appris à jouer des instruments à percussion comme les congas et les timbales. Il a été diplômé à l'âge de 16 ans et s'est inscrit ensuite à l'Université de l'Illinois pour poursuivre une carrière dans l'ingénierie. Ayant terminé ses études au lycée, il a dit dans un entretien qu'il a eu beaucoup d'ennuis durant son entrée à l'université. Il décide de faire des projets pour obtenir son diplôme.
Après ses performances en hommage à Stevie Wonder à un des spectacles de talents du campus, il a reçu des commentaires positifs sur sa capacité vocale.
En 2007, il s'est inscrit à l'Université de Chicago pour obtenir un diplôme dans l'activité de la musique.

### Carrière musicale
Jeremih sort son premier album éponyme le 30 juin 2009. Le succès de cet album fut assuré par le single Birthday Sex.
Son second single "Imma Star" est classé n°51 dans le Billboard Hot 100.

### Mixtape: Late Nights with Jeremih et troisième album studio à venir:Thumpy Johnson
En Octobre 2012, Il a annoncé car il travaillerait sur son 3e album studio à venir et qu'il sortira en 2013. Il a alors déclaré que 50 Cent, T.I., Busta Rhymes et French Montana qui figuront sur l'album. Jeremih a egalement mentionné la possibilité de travailler avec Diddy. Il veut travailler avec Alicia Keys, Missy Elliot ou Adele sur un duo un jour aussi.
All The Time est une chanson qui a été devoilé sur la mixtape Late Nights with Jeremih (sous le nom de Fuck U All The Time), mais a été re-sorti en tant que single indépendant et le rappeur Lil Wayne a ajouté un couplet de la chanson.

## Style musical
On peut remarquer dans son premier album que Jeremih est influencé par des artistes comme Michael Jackson et Stevie Wonder.

## Discographie

### Albums
- 2009 : Jeremih
- 2010 : All About You
- 2015 : Late Nights: The Album
- 2016 : Late Nights: Europe
- 2018 : MihTy (avec Ty Dolla Sign)

### Mixtape
- 2012 : Late Nights
- 2016 : Merry Chrismas Lil' Mama (avec Chance the Rapper)

### Singles
- 2009 : Birthday Sex
- 2009 : Imma Star (Everywhere We Are)
- 2009 : Break Up To Make Up
- 2009 : Raindrops
- 2009 : That Body
- 2009 : Runaway
- 2009 : Slow Love Devine
- 2009 : Jumpin
- 2009 : My Ride
- 2009 : Buh Bye
- 2009 : Hatin On Me
- 2010 : iLike (feat. Ludacris)
- 2010 : 5 Senses (feat. 50 Cent)
- 2010 : Down On Me (feat. 50 Cent)
- 2012 : All the Time (feat. Natasha Mosley & Lil Wayne)
- 2013 : Let Loose (feat. The Game)
- 2013 : Love Hangover
- 2013 : Ex-to-see
- 2014 : Don't Tell 'Em (feat. YG)
- 2015 : Planes (feat. J. Cole)
- 2015 : Tonight Belongs to u! (feat. Flo Rida)
- 2015 : Oui
- 2016 : Pass Dat
- 2016 : London (feat. Stefflon Don & Krept & Konan)
- 2017 : I Think of You (feat. Chris Brown & Big Sean)
- 2018 : The Light (avec Ty Dolla Sign)

### Singles en collaboration
- 2010 : My Time (Fabolous feat. Jeremih)
- 2011 : So That You Stay, Pour que tu reste (feat. Vitaa)
- 2014 : Somebody (Natalie La Rose feat. Jeremih)
- 2015 : Freak of the Week (Krept & Konan feat. Jeremih)
- 2015 : The Fix (Nelly feat. Jeremih)
- 2015 : All Set (Booba feat. Jeremih)
- 2015 : You Mine (DJ Khaled feat. Trey Songz, Future & Jeremih)
- 2016 : Body (Dreezy feat. Jeremih)
- 2016 : What A Night (Kat DeLuna feat. Jeremih)
- 2016 : All Eyez (The Game feat. Jeremih)
- 2016 : Do You Mind (DJ Khaled feat. Chris Brown, August Alsina, Future, Rick Ross, Nicki Minaj & Jeremih)
- 2016 : Don't Hurt Me (DJ Mustard feat. Nicki Minaj & Jeremih)
- 2017 : The Half (DJ Snake feat. Swizz Beatz, Young Thug & Jeremih)
- 2017 : I'm a Fan (Pia Mia feat. Jeremih)
- 2019 : You Stay (DJ Khaled feat. Meek Mill, Lil Baby, J Balvin & Jeremih)
- 2019 : On Chill (Wale feat. Jeremih)
- 2019 : Close Up (Blueface Feat. Jeremih)
- 2020 : Moon Juice (T.I feat. Jeremih, Snoop Dogg)